# Wollige Zwergbeutelratten
Die Wolligen Zwergbeutelratten (Micoureus) sind eine Untergattung der Zwergbeutelratten (Marmosa). Sie sind in Mittel- und Südamerika beheimatet.

## Allgemeines
Wollige Zwergbeutelratten sind mausähnliche Beuteltiere, die allerdings keinen Beutel besitzen. Ihr Fell ist an der Oberseite grau oder braun gefärbt, die Unterseite ist heller, oft weißlich. Wie alle kleineren Beutelratten haben sie große Augen, eine spitze Schnauze und große Ohren. Wie der Name andeutet, sind sie durch ein auffälliges dichtes, wolliges Fell gekennzeichnet. Diese Tiere erreichen eine Kopfrumpflänge von 12 bis 21 Zentimetern und eine Schwanzlänge von 17 bis 27 Zentimetern.
Lebensraum dieser Beutelratten sind vorwiegend Wälder. Es sind nachtaktive Einzelgänger, die meistens in den Bäumen leben, manchmal aber auch auf den Boden kommen. Tagsüber schlafen sie in Nestern aus Blättern und Zweigen. Sie sind Allesfresser, die in erster Linie Insekten und Früchte zu sich nehmen.
Da die Weibchen keinen Beutel haben, schleppen sie die Jungtiere in den ersten Lebensmonaten an ihren 9 bis 15 Zitzen hängend mit sich herum. Wie bei allen Beutelratten dürfte die Tragzeit kurz und die Wurfgröße hoch sein.
Die Tiere werden vom Menschen nicht direkt verfolgt, leiden aber am Verlust des Lebensraumes durch Waldrodungen.

## Systematik
Die Tiere gehören zur Gattung der Zwergbeutelratten (Marmosa) werden allerdings in eine eigene Untergattung (Micoureus) eingeordnet. Von anderen Zwergbeutelratten unterscheiden sie sich durch ihr dichtes Fells, Unterschieden im Bau des Schädels und des Fehlens einer Drüse an der Kehle.
Heute werden folgende Arten unterschieden:

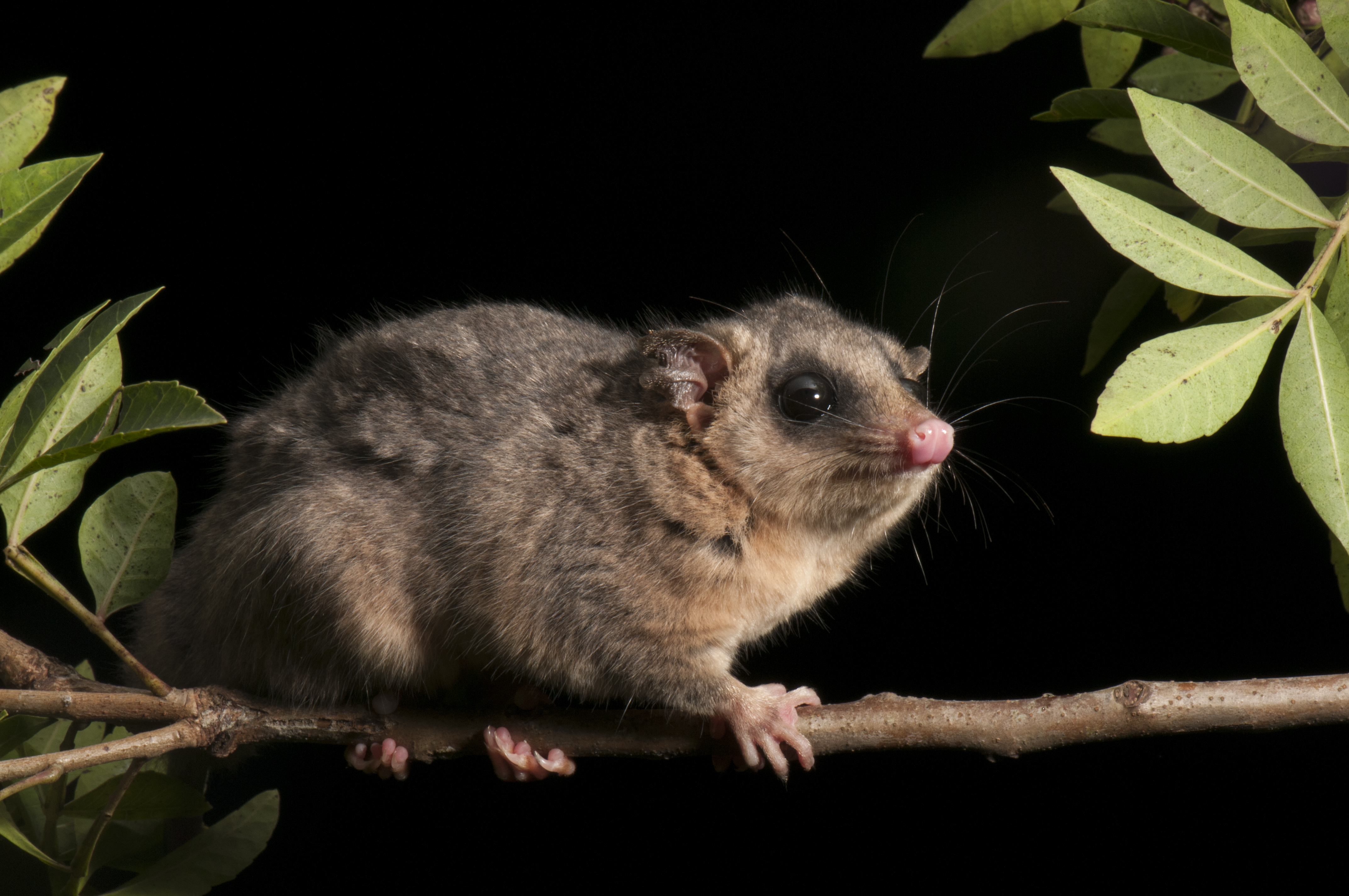
Tates Wollige Zwergbeutelratte (Marmosa paraguayana)

- Adler-Zwergbeutelratte (Marmosa adleri) – verbreitet in Panama[2]
- Alstons Wollige Zwergbeutelratte (Marmosa alstoni) – verbreitet im Hochland von Costa Rica[2]
- Marmosa budini – kommt im Tiefland von Bolivien und angrenzenden Gebieten vor[3]
- Weißbäuchige Wollige Zwergbeutelratte (Marmosa constantiae)[3]
- Nordöstliche Zwergbeutelratte (Marmosa demerarae) – ist im Amazonasbecken, Venezuela  und den drei Guyanas weit verbreitet
- Nordwestliche Zwergbeutelratte (Marmosa germana) – kommt im nordwestlichen Amazonasbecken vor[4]
- Jansa-Zwergbeutelratte (Marmosa jansae) – ist im nordwestlichen Amazonasbecken verbreitet
- Marmosa limae – lebt im nordöstlichen Brasilien vom Unterlauf des Rio Tocantins-Brücke bis zum Bundesstaat Ceará[2]
- Marmosa meridae – lebt in Kolumbien und Venezuela in innerandinen Tälern und im anschließenden Tiefland[2]
- Nicaragua-Zwergbeutelratte (Marmosa nicaraguae) – verbreitet im Tiefland von Nicaragua[2]
- Tates Wollige Zwergbeutelratte (Marmosa paraguayana)
- Parda-Zwergbeutelratte (Marmosa parda) – kommt im oberen Einzugsbereich des Río Huallaga in Peru vor
- Anthony-Zwergbeutelratte (Marmosa perplexa) – im südwestlichen Ecuador und im nordwestlichen Peru vor
- Kleine Wollige Zwergbeutelratte (Marmosa phaea) – kommt im südwestlichen Kolumbien und im westlichen Ecuador vor
- Bolivien-Zwergbeutelratte (Marmosa rapposa) – lebt in den Nebelwäldern der östlichen Anden[5][6]
- Nacktschwänzige Wollige Zwergbeutelratte (Marmosa rutteri) – ist im westlichen Amazonasbecken weit verbreitet[5][6]